# Cangamba flygplats
Cangamba flygplats är en flygplats i Angola.   Den ligger i provinsen Moxico, i den centrala delen av landet, 900 kilometer sydost om huvudstaden Luanda. Cangamba flygplats ligger 1 252 meter över havet.
Terrängen runt flygplatsen är huvudsakligen platt, men söderut är den kuperad. Runt flygplatsen är det mycket glesbefolkat, med 2 invånare per kvadratkilometer..
I omgivningarna runt flygplatsen växer huvudsakligen savannskog.